# Arquidiócesis de Tamale
La arquidiócesis de Tamale (en latín: Archidioecesis Tamalensis y en inglés: Roman Catholic Archdiocese of Tamale) es una circunscripción eclesiástica de la Iglesia católica en Ghana. Se trata de una arquidiócesis latina, sede metropolitana de la provincia eclesiástica de Tamale. Desde el 12 de febrero de 2009 su arzobispo es Philip Naameh.

## Territorio y organización
La arquidiócesis tiene 7383 km² y extiende su jurisdicción sobre los fieles católicos de rito latino residentes en los distritos de Tamale, Tolon, Kumbumgu, Savelugu Nanton y Kpandai, en la región Septentrional y el distrito East Gonja en la región de Sabana.
La sede de la arquidiócesis se encuentra en la ciudad de Tamale, en donde se halla la Catedral de Nuestra Señora de la Anunciación.
La arquidiócesis tiene como sufragáneas a las diócesis de: Damongo, Navrongo-Bolgatanga, Wa y Yendi.
En 2022 en la arquidiócesis existían 18 parroquias.

## Historia
La prefectura apostólica de Navrongo fue erigida el 11 de enero de 1926 mediante el breve In hac Divi Petri del papa Pío XI, obteniendo el territorio del vicariato apostólico de Uagadugú (hoy arquidiócesis de Uagadugú).
El 26 de febrero de 1934 la prefectura apostólica fue elevada a vicariato apostólico mediante la bula Quae ad latius del papa Pío XI.
El 18 de abril de 1950, como consecuencia de la bula Laeto accepimus del papa Pío XII, el vicariato apostólico fue elevado a diócesis y tomó el nombre de diócesis de Tamale. Originalmente era sufragánea de la arquidiócesis de Cape Coast.
El 23 de abril de 1956 cedió una porción de su territorio para la erección de la diócesis de Navrongo (hoy diócesis de Navrongo-Bolgatanga) mediante la bula Semper fuit del papa Pío XII.
El 3 de noviembre de 1959 cedió otra porción de su territorio para la erección de la diócesis de Wa mediante la bula Cum venerabilis del papa Juan XXIII.
El 30 de mayo de 1977 fue elevada al rango de arquidiócesis metropolitana mediante la bula Tametsi Christi del papa Pablo VI.
El 3 de febrero de 1995 cedió otra porción de su territorio para la erección de la diócesis de Damongo mediante la bula Nuper est petitum del papa Juan Pablo II.
El 16 de marzo de 1999 cedió otra porción de su territorio para la erección de la diócesis de Yendi mediante la bula Sollertem sane del papa Juan XXIII.

## Estadísticas
Según el Anuario Pontificio 2023 la arquidiócesis tenía a fines de 2022 un total de 23 330 fieles bautizados.
| Año                                                                             | Población            | Población | Población      | Sacerdotes | Sacerdotes    | Sacerdotes    | Bautizados por sacerdote | Diáconos permanentes | Religiosos | Religiosos | Parroquias |
| Año                                                                             | Bautizados católicos | Total     | % de católicos | Total      | Clero secular | Clero regular | Bautizados por sacerdote | Diáconos permanentes | Varones    | Mujeres    | Parroquias |
| ------------------------------------------------------------------------------- | -------------------- | --------- | -------------- | ---------- | ------------- | ------------- | ------------------------ | -------------------- | ---------- | ---------- | ---------- |
| 1950                                                                            | 33 080               | ?         | ?              | 3          | 3             |               | 11 026                   |                      |            | 31         | 8          |
| 1970                                                                            | 8 093                | 470 000   | 1.7            | 33         |               | 33            | 245                      |                      | 38         | 16         | 10         |
| 1980                                                                            | 15 020               | 780 000   | 1.9            | 43         | 2             | 41            | 349                      |                      | 60         | 43         | 15         |
| 1990                                                                            | 23 371               | 862 000   | 2.7            | 56         | 24            | 32            | 417                      |                      | 69         | 49         | 16         |
| 1999                                                                            | 11 407               | 605 000   | 1.9            | 44         | 26            | 18            | 259                      |                      | 83         | 41         | 12         |
| 2000                                                                            | 19 134               | 1 171 000 | 1.6            | 43         | 25            | 18            | 444                      |                      | 87         | 38         | 9          |
| 2001                                                                            | 14 718               | 703 488   | 2.1            | 43         | 28            | 15            | 342                      |                      | 29         | 35         | 8          |
| 2002                                                                            | 15 168               | 703 488   | 2.2            | 46         | 32            | 14            | 329                      |                      | 76         | 39         | 8          |
| 2003                                                                            | 15 912               | 703 488   | 2.3            | 44         | 30            | 14            | 361                      |                      | 82         | 39         | 8          |
| 2004                                                                            | 16 506               | 703 488   | 2.3            | 46         | 32            | 14            | 358                      |                      | 82         | 39         | 9          |
| 2010                                                                            | 20 567               | 816 000   | 2.5            | 53         | 35            | 18            | 388                      |                      | 82         | 39         | 11         |
| 2014                                                                            | 17 157               | 889 000   | 1.9            | 49         | 34            | 15            | 350                      |                      | 49         | 40         | 13         |
| 2017                                                                            | 19 820               | 948 500   | 2.1            | 56         | 34            | 22            | 353                      |                      | 51         | 41         | 16         |
| 2020                                                                            | 20 820               | 996 870   | 2.1            | 62         | 41            | 21            | 335                      |                      | 60         | 38         | 16         |
| 2022                                                                            | 23 330               | 1 116 909 | 2.1            | 74         | 52            | 22            | 315                      |                      | 64         | 46         | 18         |
| Fuente: Catholic-Hierarchy, que a su vez toma los datos del Anuario Pontificio. |                      |           |                |            |               |               |                          |                      |            |            |            |

## Episcopologio
- Oscar Morin, M.Afr. † (14 de abril de 1926-15 de abril de 1947 renunció)
- Gérard Bertrand, M. Afr. † (10 de junio de 1948-12 de abril de 1957 nombrado obispo de Navrongo)
- Gabriel Champagne, M.Afr. † (12 de abril de 1957-23 de junio de 1972 renunció)
  - Sede vacante (1972-1974)
- Peter Poreku Dery † (18 de noviembre de 1974-26 de marzo de 1994 retirado)
- Gregory Ebolawola Kpiebaya † (26 de marzo de 1994-12 de febrero de 2009 retirado)
- Philip Naameh, desde el 12 de febrero de 2009